# 山内潤治
山内 潤治（やまうち じゅんじ）は、日本の電気工学者。
法政大学理工学部電気電子工学科教授。法政大学大学院理工学研究科 電気電子工学専攻兼担教授。
過去に「電子情報通信学会光エレクトロニクス研究専門委員会」 委員長、「電子情報通信学会英文論文誌C編集委員会」英文アドバイザリィなどを歴任。現在は、「電子情報通信学会光エレクトロニクス研究専門委員会」顧問、「米国電気電子学会（IEEE)」Life Fellow、「電子情報通信学会」フェローなどを務める。

## 略歴
1976年 - 法政大学工学部電気工学科 電気電子専攻卒業。
1978年 - 法政大学大学院工学研究科 電気工学博士前期修了。
1982年 - 法政大学大学院工学研究科 電気工学博士後期修了。
1987年 - 東京都立工業高等専門学校 電気工学科助教授。
1989年 - 法政大学工学部助教授。
1994年 - 法政大学工学部教授。
1994年 - 法政大学大学院工学研究科 電気工学専攻兼担教授。
2000年 - 法政大学大学院工学研究科 情報電子工学専攻兼担教授。
2008年 - 法政大学理工学部教授。
2013年 - 法政大学大学院理工学研究科 電気電子工学専攻兼担教授。

## 著作等

### 共著
- 『計算電磁気学』（培風館、2003年）
- 『光導波路解析入門』（森北出版株式会社、2007年）
- 『光配線実装技術ハンドブック』（株式会社オプトエレクトロニクス、2008年）
- 『The World of Applied Electromagnetics』（Springer International Publishing、2017年）

### 論文
- 『平衡給電軸モードヘリカルアンテナ』（電子通信学会論文誌、J62-B(7)、707-709、1979年）
- 『開放端部をテーパ化した平衡給電ヘリカルアンテナ』（電子通信学会論文誌、J64-B(4)、279-286、1981年）
- 『Characteristics of modified spiral and helical antennas』（英国電気学会論文誌、129(5)、232-237、1982年）
- 『広帯域に動作する円偏波導波器』（電子情報通信学会論文誌、J71-B(2)、301-304、1988年）
- 『円偏波用三層誘電体スラブ伝送路』（電子情報通信学会論文誌、J71-B(10)、1173-1175、1988年）
- 『BOR素子およびマッシュルーム形寄生素子から成る広帯域・高利得ビーム走査アンテナ』（電子情報通信学会論文誌Ｂ、J104-B(2)、102-110、2020年）
- 『Subgrid法を適用したFDTD法によるテラヘルツ光伝導アンテナの解析』（電子情報通信学会論文誌Ｃ、J104-C(05)、155-156、2020年）
- 『超広帯域メアンダ4アームBORアンテナ』（電子情報通信学会論文誌B、J104-B(08)、711-719、2021年）など

## 受賞歴
- 英国電気学会「英国電気学会アンテナ伝搬国際会議最優秀論文賞」受賞（1989年）
- 米国電気電子学会「IEEE AP-S H. A. Wheeler Applications Prize Paper Award」受賞（1994年）
- 日本シミュレーション学会「シミュレーション学会研究賞」受賞（1998年）
- 電子情報通信学会「フェロー賞」受賞（2021年）[2]

## 専門分野
- 通信工学